# Pain (gruppo musicale)
I Pain sono un gruppo industrial metal attivo dal 1996 e proveniente dalla Svezia.

## Storia
La band nacque per iniziativa del leader Peter Tägtgren, che è rimasto ad oggi l'unico componente del gruppo; Tägtgren che, oltre ai Pain, è anche cantante e chitarrista degli Hypocrisy, ma anche produttore di alcune band, tra le quali Celtic Frost, Children of Bodom, Dimmu Borgir e Immortal. Il debutto omonimo dei Pain avvenne nel 1996 e da allora sono stati pubblicati altri sette album e un DVD.
Da febbraio 2006 hanno firmato un contratto con l'etichetta Roadrunner Records.

## Formazione

### Formazione attuale

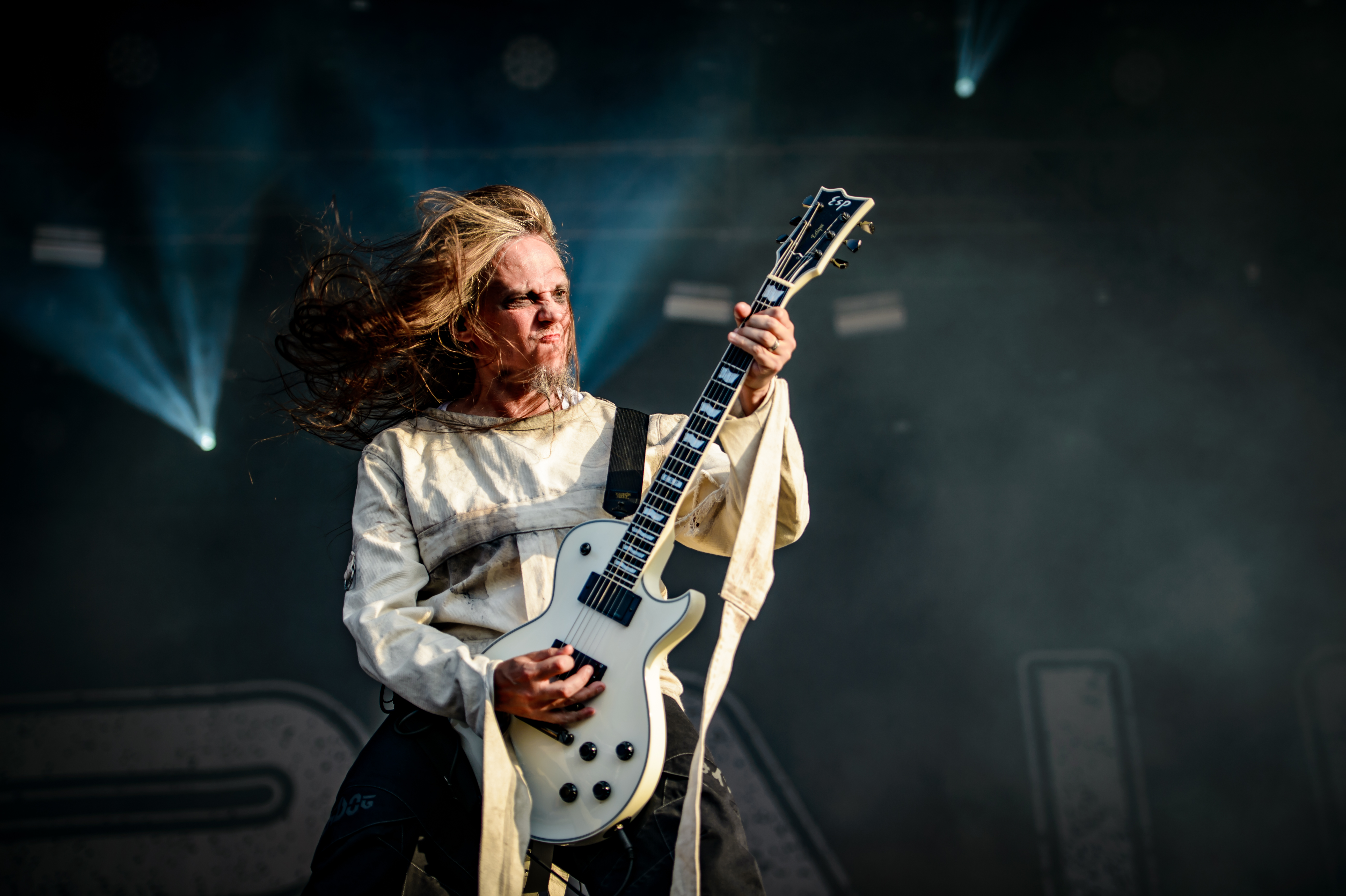
Peter Tägtgren con i Pain al Rockharz Open Air 2017

- Peter Tägtgren - voce, chitarra, basso, batteria, tastiera

#### Membri live
- Alla Fedynitch - basso (2005 - oggi)
- Andrea Odendahl - chitarra (2005 - oggi)
- David Wallin - batteria (2005 - oggi)

### Ex membri live
- Horgh (Reidar Horghagen) - batteria (1999)
- Saroth (Yngve Liljebäck) - basso
- Mathias Kamijo - chitarra
- Michael Bohlin - chitarra
- André Skaug - basso (2007)

## Discografia

### Album in studio
- 1997 - Pain
- 1999 - Rebirth
- 2002 - Nothing Remains the Same
- 2005 - Dancing with the Dead
- 2007 - Psalms of Extinction
- 2008 - Cynic Paradise
- 2011 - You Only Live Twice
- 2016 - Coming Home
- 2024 - I Am

### DVD
- 2005 - Live Is Overrated
- 2012 - We Come In Peace